# Spoorwegen in India

Schematische kaart van het spoorwegennet in India

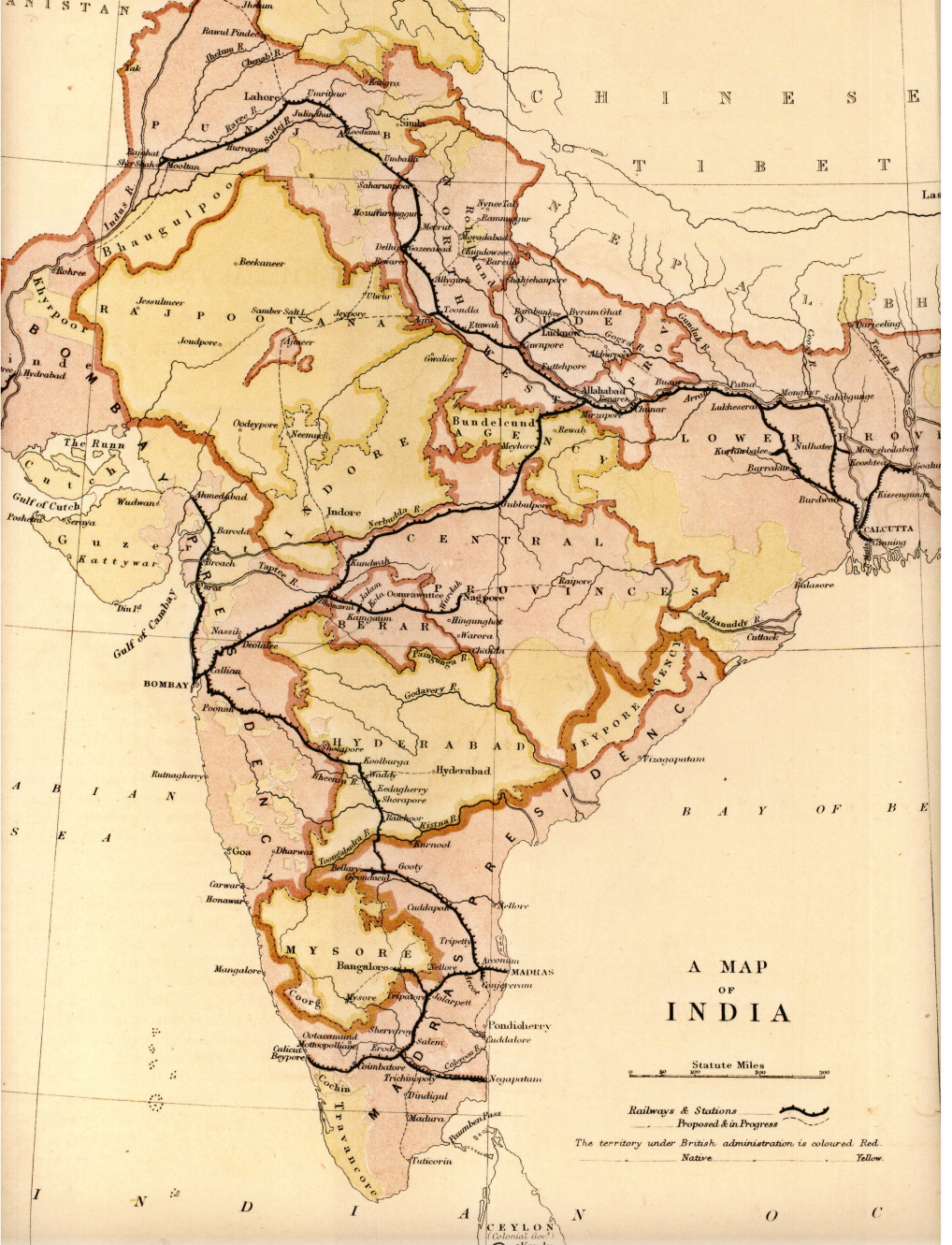
Spoorwegkaart van India, 1871

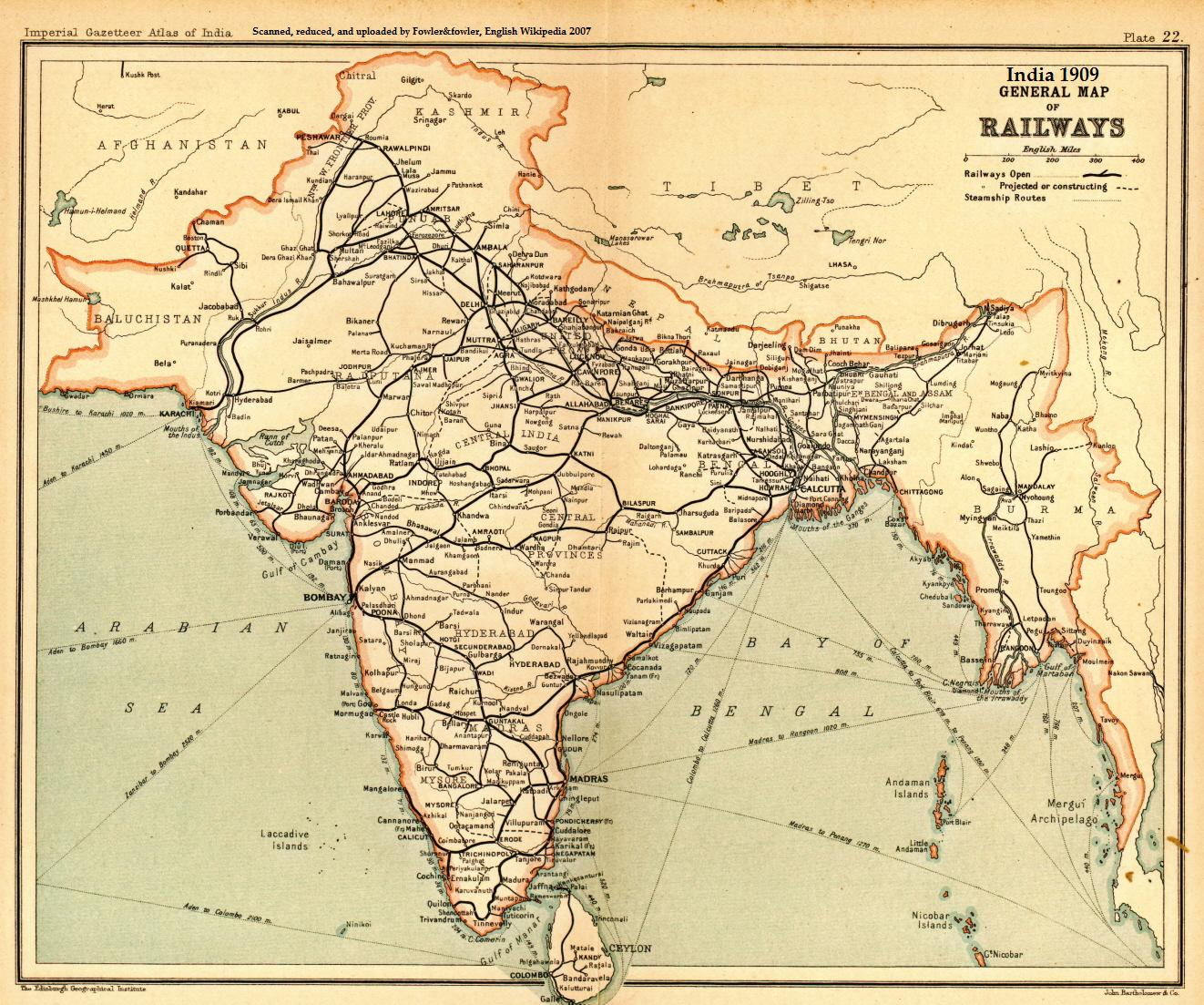
Spoorwegkaart van India, 1909

De trein is het meest gebruikte transportmiddel voor de lange afstand in India. Het treinverkeer wordt door het hele land verzorgd door het overheidsbedrijf de Indian Railways. Het spoorwegennet doorsnijdt het hele land en heeft een totale lengte van 67.368 km (2017). Het is een van de grootste en drukste spoorwegennetten ter wereld met jaarlijks zo'n 9,116 miljard passagiers (2018) en meer dan 1,1 miljard ton vracht (2017). In 2017 werden 1.149,835 miljard passagierskilometers gereden. Het netwerk met 7.349 stations ligt verspreid over 28 staten en drie unieterritoria, en staat in verbinding met buurlanden Nepal, Bangladesh en Pakistan. De spoorwegen vormen een belangrijk onderdeel van de Indiase cultuur.

## Geschiedenis
Het plan om een spoorwegennet in Brits-Indië aan te leggen kwam voor het eerst in 1832 op tafel, maar voor meer dan tien jaar werden het plan niet uitgevoerd. In 1844 stond de toenmalige Gouverneur-Generaal van India Lord Hardinge het private ondernemingen toe om een spoorwegennet aan te leggen. Er werden twee nieuwe spoorwegondernemingen opgericht en de Britse Oost-Indische Compagnie werd gevraagd om deze ondernemingen hierin te assisteren. Interesse van meerdere Britse investeerders leidde tot de snelle aanleg van spoorlijnen in de daar op volgende jaren.
De eerste trein in India werd op 22 december 1851 operationeel en werd gebruikt om constructiemateriaal te transporteren in Roorkee. Op 16 april 1853 reed de eerste passagierstrein in India van het station Bori Bunder (tussen 1897 en 1996 Victoria Terminus, sindsdien Chhatrapati Shivaji Terminus) in Mumbai naar Thane, over een lengte van 34 km.
De Britse overheid moedigde het opzetten van spoorwegmaatschappijen door private investeerders aan met afspraken waarbij de investeerders in de beginjaren van de onderneming gegarandeerd een jaarlijks rendement van vijf procent kregen. Nadat de investering geheel was terugbetaald kwam de spoorwegmaatschappij onder de hoede van de overheid, maar de oorspronkelijke maatschappij bleef belast met de uitvoering van de dagelijkse gang van zaken.
Het spoorwegnet had in 1880 een totale lengte van zo'n 14.500 km, vooral bestaande uit zich uitwaaiende lijnen vanaf de drie havensteden; Mumbai, Chennai en Calcutta, richting het binnenland. In 1895 was India begonnen om haar eigen locomotieven te bouwen en in 1896 werden er ingenieurs en locomotieven naar Oeganda gestuurd om mee te helpen met de bouw van de Oegandese spoorwegen.
Spoedig begonnen diverse onafhankelijke vorstendommen hun eigen spoorwegen aan te leggen en het totale spoorwegnet verspreidde zich zo ook over de huidige staten Assam, Rajasthan en Andhra Pradesh. Een spoorwegraad werd in 1905 operationeel, maar de macht was formeel nog in handen van de onderkoning, George Curzon. De spoorwegraad opereerde onder de bescherming van het Ministerie van Handel en Industrie en had drie leden; een overheidsfunctionaris als voorzitter, een manager van de spoorwegen uit Engeland en een tussenpersoon van een van de spoorwegmaatschappijen. Voor het eerst in de geschiedenis begonnen de spoorwegen een klein beetje winst te maken. In 1907 waren vrijwel alle spoorwegmaatschappijen door de overheid overgenomen.
Het jaar daarop werd de eerste elektrische locomotief in gebruik genomen. In de Eerste Wereldoorlog werden spoorwegmateriaal op grote schaal gebruikt voor Britse belangen buiten India. Aan het einde van de Eerste Wereldoorlog hadden de spoorwegen zo geleden dat ze in een slechte staat verkeerden. De overheid nam het beheer van de spoorwegen nu geheel over.
In de Tweede Wereldoorlog werd er weer veel schade aangericht aan de spoorwegen, omdat treinen werden verscheept naar het Midden-Oosten en de spoorwegwerkplaatsen werden veranderd in munitiefabrieken. Op het moment van de onafhankelijkheid ging een deel van de spoorwegen naar het nieuw gevormde Pakistan. Een totaal van 42 aparte spoorwegnetten, inclusief 32 spoorwegnetten die werden beheerd door de voormalige Indiase vorstenlanden, werden samengesmolten tot een eenheid onder de naam de Indian Railways.

## Sporen

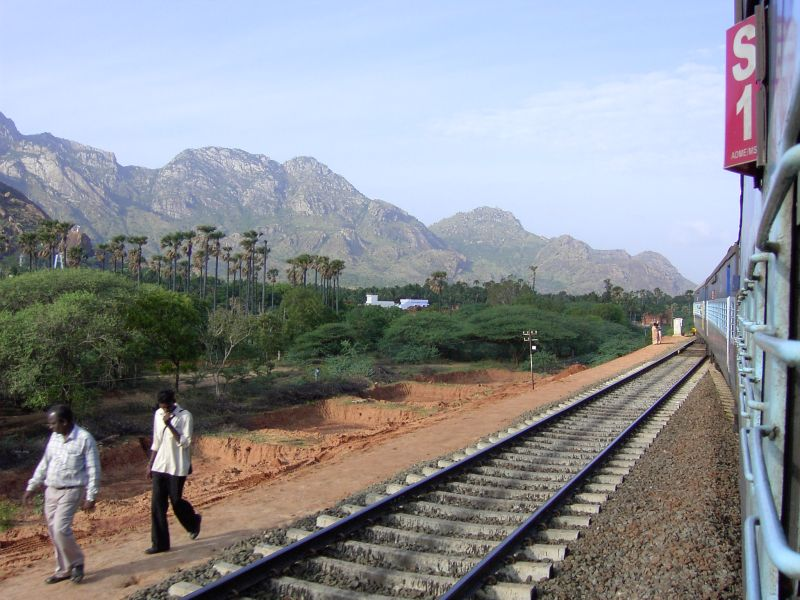
De exprestrein tussen Chennai en Kanyakumari op breedspoor.

De totale lengte van alle sporen door de Indian Railways gebruikt is 121.407 km en het totaal aantal kilometers van het spoorwegnet bedraagt 67.368 km (2017). 49% van het spoorwegnet is geëlektrificeerd, 33% is dubbel- of meersporig. De spoorsecties zijn geclassificeerd voor snelheden tussen de 75 en 160 km/u. De spoorwegen in India gebruiken drie soorten spoorwijdte; breedspoor, meterspoor en smalspoor.
Het breedspoor wordt met een routelengte van 64.298 km het meest gebruikt. In sommige gebieden met minder treinverkeer wordt het meterspoor nog gebruikt. Men is echter bezig om al het meterspoor naar breedspoor te veranderen. Smalspoor komt voor op een paar trajecten, zoals in heuvelachtig terrein of op voormalige private spoorlijnen (in verband met kostenbesparingen). Het is meestal moeilijk om deze lijnen in breedspoor te veranderen. Het smalspoor heeft een spoorlengte van totaal 1.808 km. Beroemde voorbeelden van smalsporen zijn de Darjeelingspoorweg en de Nilgirispoorweg.

## Klassen
Een standaard passagierstrein herbergt vele compartimenten van verschillende klassen. Niet alle klassen zijn echter in een trein te vinden.
Onderstaande tabel geeft een overzicht van de klassen die nog worden gebruikt
| Afk. | Naam                                                                      | Omschrijving |
| ---- | ------------------------------------------------------------------------- | --- |
| 1A   | First Class AC (eerste klas met klimaatregeling)                          | Dit is de duurste klas met prijzen die in overeenstemming zijn met die voor vliegreizen. Deze wagon met klimaatregeling is alleen aanwezig op de populaire trajecten tussen de verschillende metropolen en kan achttien passagiers vervoeren. De wagons hebben vloerbedekking, slaapaccommodatie, inclusief bedgoed, en de mogelijkheid voor privé-coupés. |
| 2A   | AC-Two tier (twee verticale rijen met klimaatregeling)                    | Wagons met klimaatregeling en slaaphutten, voldoende beenruimte, gordijnen en persoonlijke leeslampen. Met gordijnen voor de privacy als afscheiding en het bedgoed zit in de prijs inbegrepen. Een wagon op een breedspoor kan 48 passagiers vervoeren.                                                                                                   |
| FC   | First Class (eerste klas)                                                 | Hetzelfde als 1A, maar zonder klimaatregeling. Niet mogelijk sinds 2015. |
| 3A   | AC Three Tier (drie verticale rijen met klimaatregeling)                  | Wagons met klimaatregeling en slaaphutten. Minder goed uitgerust dan 2A, met geen gordijnen voor de privacy. Een wagon op een breedspoor kan 72 passagiers vervoeren. |
| 3E   | AC Three Tier Economy (drie verticale rijen met klimaatregeling economie) | 3A maar meer passagiers (83 passaigers). Kussens en bedsheet niet gratis. |
| CC   | AC Chair Car (zitwagon met klimaatregeling)                               | Een wagon met klimaatregeling en totaal vijf stoelen op een rij. Wordt gebruikt voor dagreizen tussen de steden. |
| EC   | Executive Class Chair Car (luxueuze zitwagon met klimaatregeling)         | Een wagon met klimaatregeling en totaal vier stoelen op een rij. Wordt gebruikt voor dagreizen tussen de steden. |
| SL   | Sleeper Class (slaapwagon)                                                | De slaapwagon is de meest voorkomende wagon en per trein zijn er meestal zo'n tien wagons hiervan te vinden. Dit zijn gewone slaapwagons, waarvan de slaaphutten per drie verticaal zijn gestapeld. Een wagon op een breedspoor kan 72 passagiers vervoeren.                                                                                               |
| 2S   | Seater class (zitwagon)                                                   | Hetzelfde als de CC, maar zonder klimaatregeling. Zes stoelen op een rij. |
| G    | General (algemeen)                                                        | De goedkoopste klasse. Een zitplaats kan niet gegarandeerd worden en de treinkaartjes worden normaal gesproken twee uur voor het aangekondigde vertrek vrijgegeven. Deze wagons zijn meestal zeer druk. |

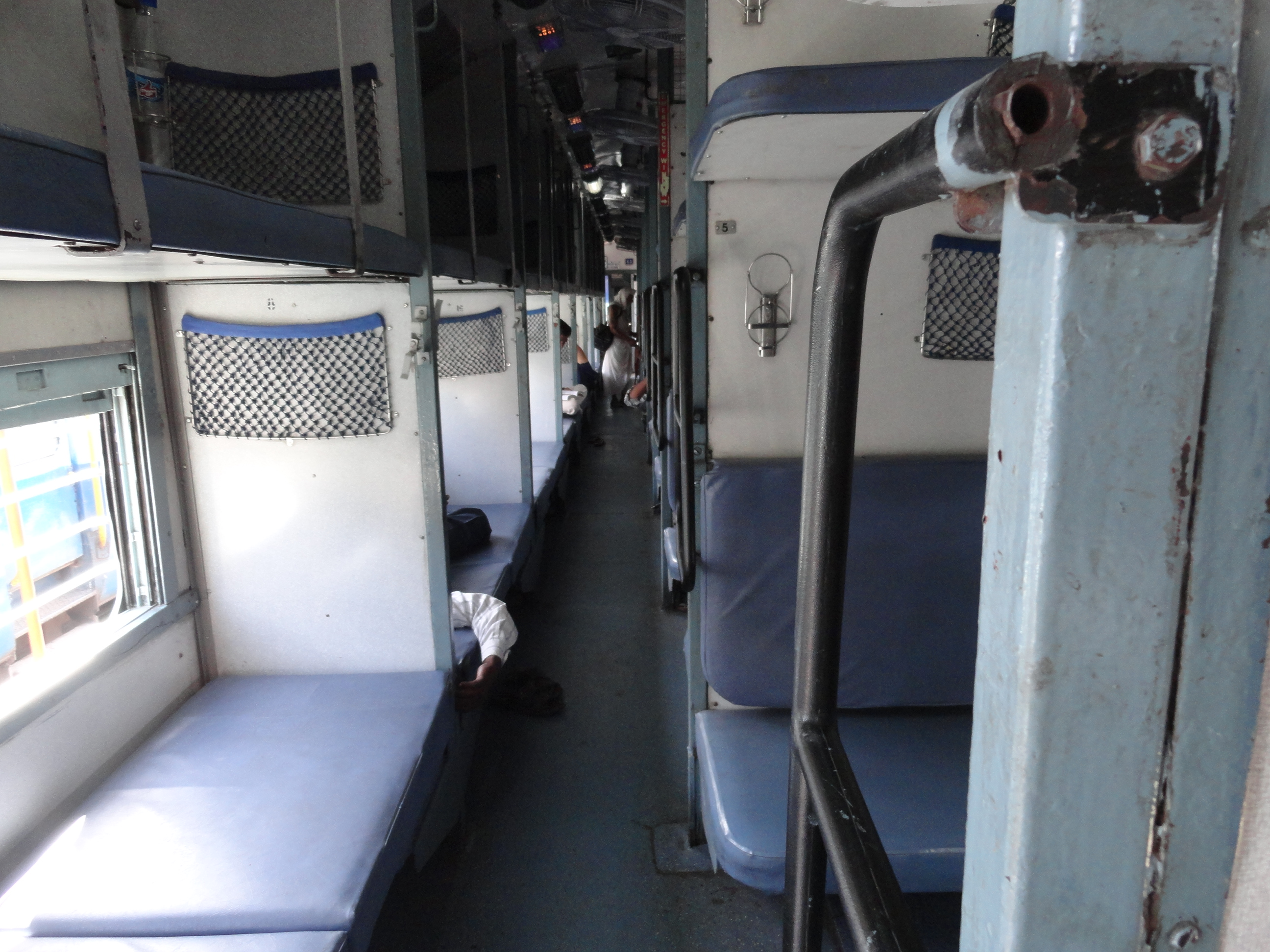
Interieur slaapwagen, met bedden in dwars- en lengterichting

Aan het einde van de trein bevindt zich een speciaal compartiment voor de conducteur. Een standaard passagierstrein heeft in het algemeen vier compartimenten voor klasse G, twee aan de voorkant en twee aan de achterkant, waarvan er een alleen voor vrouwen. Het exacte aantal is afhankelijk van de behoeften op een traject. Een bagagecompartiment wordt ook aan de voorkant of achterkant toegevoegd. In sommige treinen zijn er ook postcompartimenten aanwezig. Op langere treintrajecten bevindt er zich in het midden van de trein meestal ook een voorraadwagon.

## Veiligheid
Op het zeer uitgestrekte spoorwegnet van India komen volgens cijfers uit 2011 jaarlijks ongeveer 15.000 mensen om het leven bij het oversteken op onbeveilige overwegen of over de bijna overal vrij toegankelijke rails. Alleen al in de miljoenenstad Mumbai vallen per jaar 6.000 doden.